# Seclì
Seclì ist eine südostitalienische Gemeinde (comune).

## Geografie
Seclì hat 1818 Einwohner (Stand 31. Dezember 2023). Es liegt in der Provinz Lecce in Apulien, etwa 25,5 Kilometer südsüdwestlich der Stadt Lecce im Salento. Bis zum Golf von Tarent sind es neun Kilometer in westlicher Richtung.

## Verkehr
Der Bahnhof Seclì-Neviano-Aradeo bedient die Gemeinde im Eisenbahnverkehr und liegt an der Bahnstrecke Novoli–Gagliano Leuca.

## Weblinks

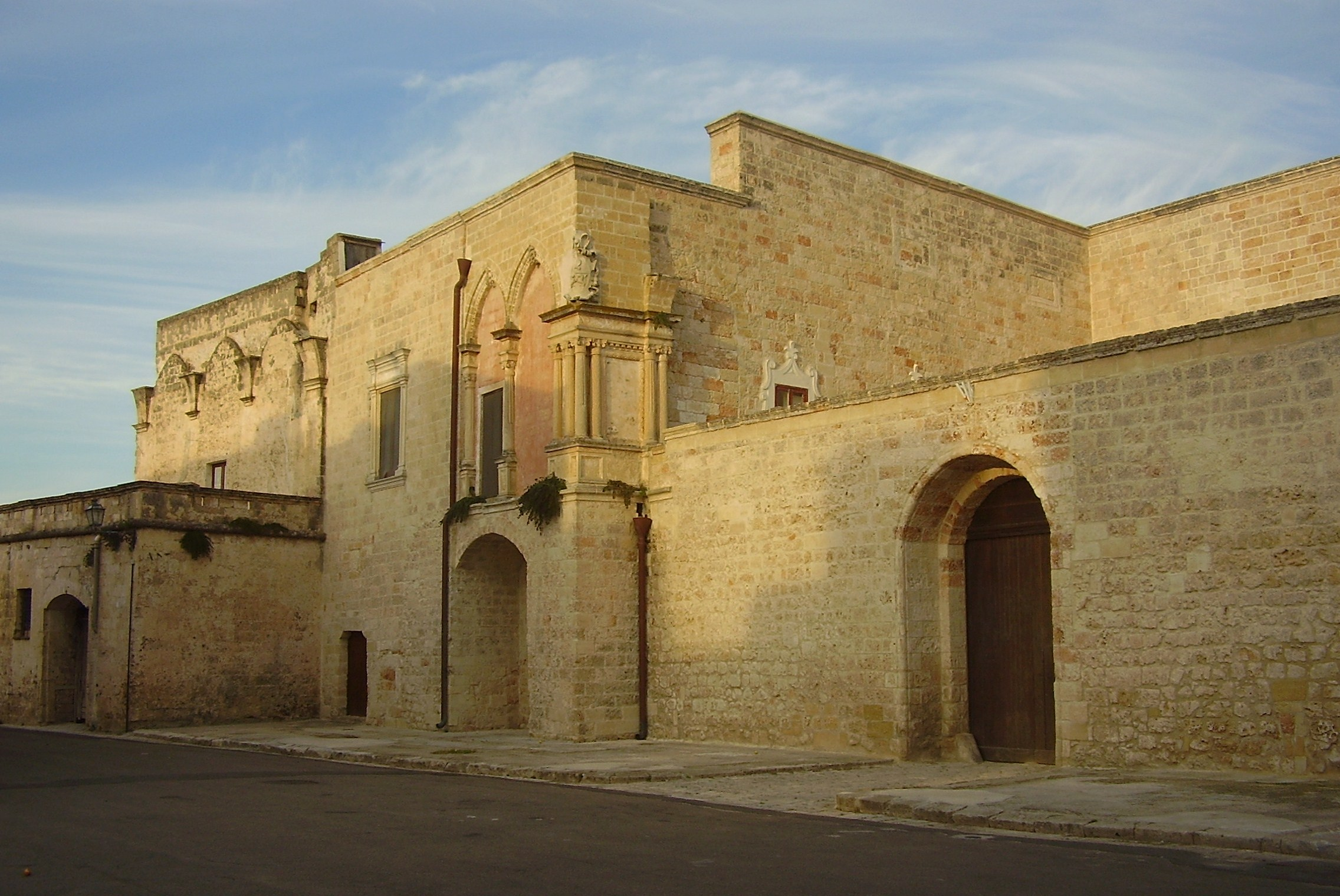
Palazzo Ducale